# إلزادا كلوفر
إلزادا كلوفر (بالإنجليزية: Elzada Clover)‏ (1897– 1980) عالمة نباتات أمريكية كانت أول من صنف حياة النباتات في جراند كانيون على نهر كولورادو.
أصبحت هي ولويس جوتر أول سيدتان تطوفان على طول الجراند كانيون.

## النشأة والتعليم
ولدت إلزادا أورسيبا كلوفر في أوبورن، نبراسكا في عام 1897 ترتيبها السابع من تسعة أبناء لماينارد فرينش كلوفر وسارة جايتس كلوفر. كان لها ست أخوات (أليس مابل، بيسي، فيدا، كورا، ومود) وأخوين (ماينارد وفيرن).
نشأت في مزرعة والدها وارتادت المدرسة الثانوية في البلدة بيرو القريبة من موطنها. توفيت والدتها في عام 1913 وتزوج والدها في حوالي عام 1925 وانتقل إلى ولاية تكساس، حيث أقام كمزارع بالقرب من ألامو.
بدأت كلوفر حياتها المهنية كمعلمة في مدرسة عامة في عام 1919 وعملت في البداية في ولاية نبراسكا في وقت لاحق في تكساس. كما أشرفت على مدرسة البعثة الهندية في تكساس. تخرجت في كلية معلمين ولاية نبراسكا في عام 1930 وذهبت إلى جامعة ميشيغان في آن أربور لدراسة الماجستير في عام (1932) والدكتوراه (1935). وكان موضوع أطروحة الدكتوراة عن لنباتات في أسفل وادي جراند ريو.

## الحياة المهنية
بعد حصولها على الدكتوراه انضمت كلوفر إلى أعضاء هيئة التدريس في جامعة ميشيغان كمحاضر في علم النبات ومساعد أمين الحدائق النباتية بالجامعة.
في نهاية المطاف ارتقت إلى منصب أمين الحدائق النباتية (1957) وأستاذة علم النبات (1960).
كما قامت بالتدريس في المحطة البيولوجية بالجامعة في بليستون.
كانت كلوفر بارعة في إنشاء المناطق النضرة ومناطق الصبار للحدائق النباتية.
قامت بعدة حملات استكشافية في جميع أنحاء المنطقة الجنوبية الغربية بحثًا عن أنواع نباتات أصلية لمجموعة الجامعة، مع التركيز على صبار هضبة كولورادو في يوتا.
في أواخر الثلاثينات من القرن العشرين بدأت في التخطيط لرحلة بحثية بنهاية نهر كولورادو لتصنيف النباتات الواقعة به وأعطتها الجامعة بعض التمويل للرحلة التي كان من المتوقع أنها ستجلب عينات للمجموعة الخاصة بالجامعة.
على الرغم من أنها كانت تنوي في الأصل الذهاب بغلة صغيرة إلا أنها ناقشت فكرة الذهاب بالقارب بدلاً من ذلك مع رائد نهر كولورادو الرائد نورمان نيفيلز الذي التقت به في رحلة استكشافية في منطقة القبعة المكسيكية، بيوتا.
في ثلاثينيات القرن العشرين كان الطواف في الجراند كانيون حدثًا نادرًا.
قام بها عدد قليل من الرجال بنجاح، لكن المرأة الوحيدة التي حاولت ذلك لم تنج من محاولتها.
ورداً على سؤال حول الرأي العام القائل بأن رحلة جراند كانيون لم تكن مكانا للمرأة، أجابت كلوفر: «لمجرد أن المرأة الوحيدة التي حاولت غرقت في هذه الرحلة لا يعني على الإطلاق أن النساء أكثرخوفاً من الرجال.»
قامت كلوفر وجوتر بعمل قوائم للنباتات وجمع عينات طوال الرحلة، على الرغم من قسوة الرحلة - خاصة نقص المساحة وصعوبة إبقاء العينات جافة - يعني ذلك أن الرحلة انتهت بعينات أقل مما كانوا يأملون.
ووصفوا الوادي بأنه يحتوي على خمس مناطق نباتية بداية من الرمال الرطبة على طول حافة النهر إلى المناطق الأعلى مع الشجيرات والأشجار.
كان معظم ما وجدوه من الأنواع النهرية النموذجية، مع استثناء رئيسي هو الأثل، وهو نوع غير محلي شاهدوه في مواقع قليلة.
لقد وجدوا القليل من أعشاب الثعابين، والتي أصبحت شائعة منذ ذلك الحين في الوادي.
لا يزال مسحهم هو المسح الشامل الوحيد الذي تم إجراؤه على الأنواع النهرية في عصر ما قبل بناء سد جلين كانيون.
بعد الرحلة، نشرت كلوفر وجوتر النتائج النباتية للرحلة في عدد عام 1944 من مجلة ميدلان ناتشورالتس الأمريكية.
كانت رحلة كلوفر التالية على نهر سان خوان وفي تكساس، حيث جمعت عينات من النباتات الأحفورية، أعقب تلك الرحلة رحلة أخرى عام 1939 إلى هافاسوباي كانيون في أريزونا.
ونشرت نتائج هذه الرحلات في مقال بعنوان «صبار نهر كولورادو وروافده» عام 1941 وشاركت كلوفر في تأليف مع جوتر.
في السنوات التي تلت ذلك ركزت كلوفر بحثها على صحاري المكسيك وغواتيمالا وعملت أيضًا في هايتي.
انضمت كلوفر إلى عدد من الجمعيات المهنية، بما في ذلك الجمعية الأمريكية لتقدم العلوم، والجمعية النباتية الأمريكية، وأكاديمية ميشيغان للعلوم.
تقاعدت كلوفر عن الجامعة في عام 1967 وانتقلت إلى وادي ريو غراندي بتكساس.
توفيت كلوفر في عام 1980 وأوراقها محفوظة حتى الآن في مكتبة بنتلي التاريخية في جامعة ميشيغان.